# Apteropeda
Genre
Espèces de rang inférieur
- Apteropeda globosa (Illiger, 1794)
- Apteropeda orbiculata (Marsham, 1802)
- Apteropeda ovulum (Illiger, 1807)
- Apteropeda splendida Allard, 1860

Apteropeda est un genre d'insectes coléoptères de la famille des Chrysomelidae et la sous-famille des Alticinae ou des Galerucinae selon les classifications.

## Liste d'espèces
- Apteropeda globosa (Illiger, 1794)
- Apteropeda orbiculata (Marsham, 1802)
- Apteropeda ovulum (Illiger, 1807)
- Apteropeda splendida Allard, 1860[1],[2]

### Espèce fossile
Selon Paleobiology Database, en 2022, une seule espèce fossile est connue.
- †Apteropeda grossa Théobald, 1935

## Galerie

Quelques espèces vivantes du genre Apteropeda.
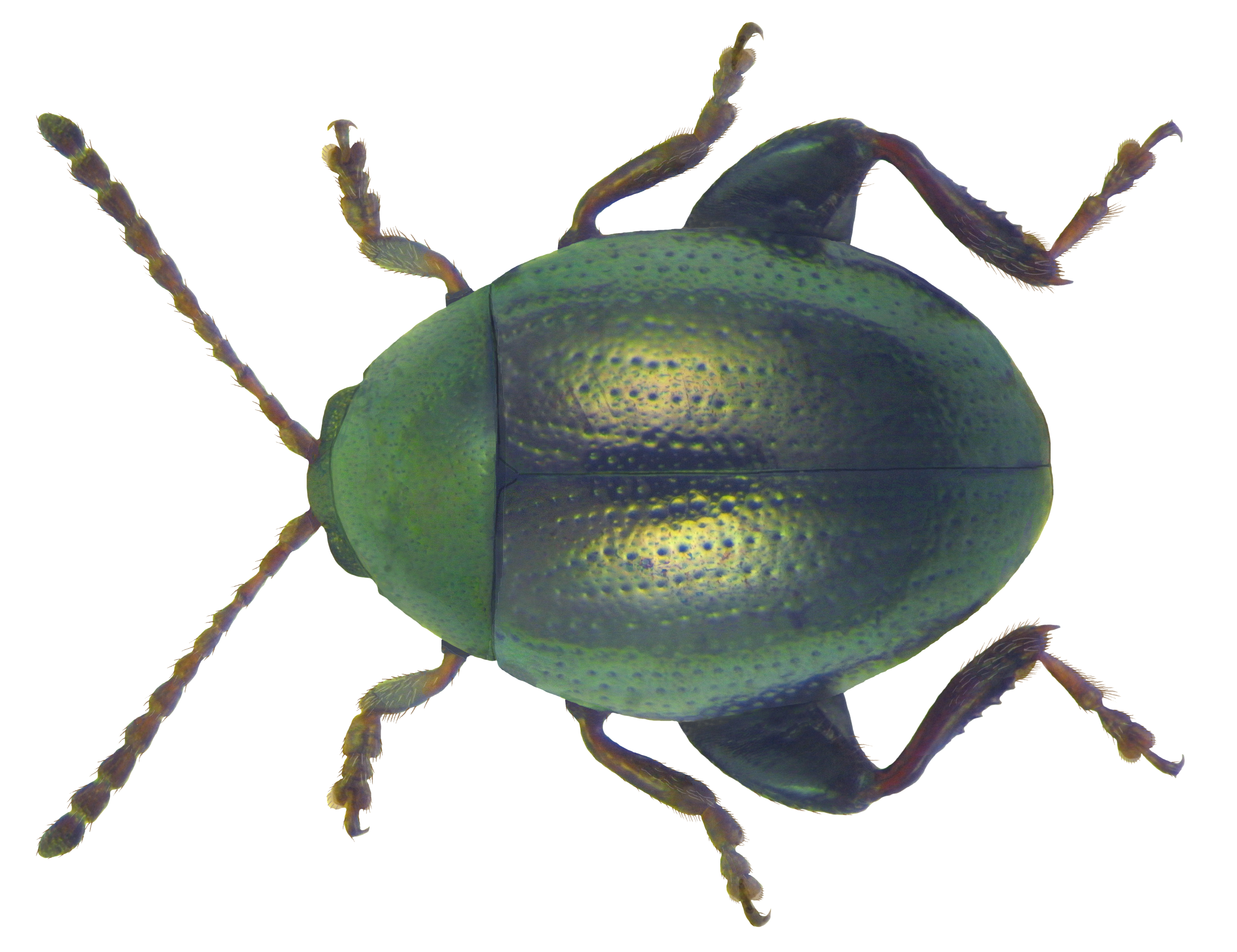
Apteropeda orbiculata.
Apteropeda globosa.